# Zilog Z80

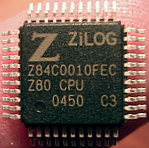
новітній Zilog Z80

Zilog Z80 — 8-бітний мікропроцесор, розроблений фірмою Zilog та випущений у продаж в липні 1976. Він широко використовувався як у персональних комп'ютерах та вбудованих системах, так і для військових потреб. Z80 та його похідні з клонами складають одне з найбільш використовуваних сімейств процесорів усіх часів, та разом з сімейством 6502 домінували на ринку 8-бітних мікропроцесорів з середини 1970-х до середини 1980-х.
Zilog мала декілька ліцензованих виробників Z80, хоча багато країн (особливо СРСР та соцтабір) виробляли власні клони.
Продаж ліцензії Zilog'ом дозволило продуктам маленьких компаній домогтися визнання та конкурувати на світовому ринку з такими гігантами, як Toshiba. Отже, Zilog виробляла менше половини Z80 з моменту його появи. В наступні десятиліття Zilog переорієнтувалася на зростаючий ринок вбудованих систем (для чого спочатку і були створені Z80 та Z180).

## Історія
Процесор Z80 був створений, коли один з розробників Intel 8080 Федеріко Фаджин залишив Intel у кінці 1974 і заснував Zilog разом з Ральфом Унгерманном. Вже у липні 1976 вони випустили Z80 на ринок. Він був розроблений для двійкової сумісності з Intel 8080, тому що було багато програм для 8080 (наприклад, операційна система CP/M), які могли працювати на Z80 без модифікації. Масатоші Шіма — один з розробників 4004 та 8080, також зробив внесок у розробку.

## Переваги Z80 в порівнянні з 8080
- розширений набір інструкцій: операції з бітами, переміщення блоків, блокові команди вводу/виводу, інструкції пошуку;
- нові індексні регістри IX та IY з інструкціями прямої база + зсув адресації;
- поліпшена система переривань;
- два окремих блока регістрів, між якими можна швидко перемикатись, наприклад, для швидкої реакції на переривання;
- розширено кількість адресованих портів з 256 до 65536 (16-бітна адресація можлива за допомогою регістра BC);
- робота від одного 5-вольтового джерела живлення;
- вбудована схема регенерації динамічної пам'яті;
- менша кількість мікросхем для обслуговування процесора;
- значно менша ціна.

## Технічні характеристики
- Дата анонсу: липень 1976 року

Схема розпіновки

- Тактова частота (МГц): 2,5 — 8 для основної версії; КМОП-версії від 1 (версія Z80L Z8300-1) до 20; короткі команди виконуються за 4 такти.
- Розрядність регістрів: 8 біт
- Розрядність шини даних: 8 біт
- Розрядність шини адреси: 16 біт
- Обсяг адресованої пам'яті: 64 Кбайт
- Кількість транзисторів: 8500
- Техпроцес (нм): 3000 (3 мкм)
- Розмір кристала: 4,6 на 4,9 мм; площа — 22,54 мм²
- Напруга живлення: +5 В
- Корпус: 40-контактний керамічний чи пластиковий DIP, 44-контактний PLCC та PQFP

Варіанти Z80:
- Z80 — 2,5 МГц
- Z80A — 4 МГц
- Z80B — 6 МГц
- Z80H — 8 МГц

## Співпроцесори
Для збільшення продуктивності Z80, у якого, як і i8080, не було апаратних команд ділення і множення, а також команд для роботи над числами з рухомою комою, використовувались співпроцесори.

### am9511 і am9512
В 1979 році фірмою AMD для Z80 було розроблено арифметичний співпроцесор am9511 (техпроцес 3 мкм, 32-розрядна математика, додаючи обчислення з рухомою комою над числами в форматі 23+7), а через рік до нього додався am9512, який розширював функціональні можливості і додавав операції над 64-розрядними числами. Процесори засновані на 16-розрядному ALU, використовували зворотню польську нотацію і стек завглибшки 4 кроки.
При використанні комплекту продуктивність комп'ютера на математичних обчисленнях збільшувалась приблизно в 4 рази порівняно з програмними обчисленням на Z80. Множення двох 32-розрядних чисел займало приблизно 200 циклів.
Комплект використовувався в деяких системах з шиною S-100 і ОС CP/M, зокрема, в комп'ютерах фірми NorthStar.

### National SemiconductorMM57109N
В 1979 році британська фірма Powertran випустила комп'ютер PSI Comp 80, де спільно з Z80 використовувався математичний співпроцесор National Semiconductor MM57109N з сімейства COP4xx.

## Мікропроцесорний комплект
Також до процесора Z80 існують мікросхеми підтримки:
- Z80PIO (Parallel Input Output) — інтерфейс паралельного вводу-виводу даних, два незалежних двосторонніх канали, корпус DIP40, PLCC44 и PQFP44.
- Z80CTC (Counter Timer Circuit) — Z0843004, Z0843006, Z84C3006, Z84C3008, Z84C3010 — лічильник/таймер, чотири незалежних канали, корпус DIP28, PLCC44 и PQFP44.
- Z80SIO (Serial Input Output) — USART інтерфейс користувацького вводу-виводу даних, двоканальний, багатофункціональний, підтримує як синхронний/асинхронний байт-орієнтований протокол IBM Bisync[en], так і біт-орієнтовані синхронні HDLC і IBM SDLC; підтримує CRC-контроль; корпус DIP40, PLCC44 и PQFP44.
- Z80DMA (Direct Memory Access) — контролер прямого доступу до пам'яті, одноканальний, корпус DIP40, PLCC44 и PQFP44
- Z80DART (Dual Asynchronous Receiver/Transmitter) — UART двоканальний асинхронний прийомопередавач.

## Радянські та пострадянські аналоги
На кількох радянських заводах було налагоджено виготовлення аналогів Z80: Т34ВМ1, КР1858ВМ1. Деякі заводи займалися тільки корпусуванням готових кристалів, наприклад тайванських чи німецьких U880.

## Приклади використання
- Комп'ютери, як домашнього так і бізнес призначення:
  - Sinclair ZX Spectrum, ZX80, ZX81; SAM Coupé
  - Amstrad CPC, PCW[en]
  - MSX
  - TRS-80
  - Holborn 9100
  - NEC PC-8801
  - Sharp X1, MZ[en]
  - Spectravideo SV-318, SV-328
  - Sega SC-3000
  - Memotech MTX[en]
  - Tatung Einstein
  - Coleco Adam[en]
  - Enterprise 64, Enterprise 128
  - Sord M5
  - Robotron 1715, A 5120[de], KC 85, KC 87[en]
  - Osborne 1
  - Kaypro II[en]
  - Cambridge Z88
  - Алеста
  - Компаньйон
  - Galaksija
  - MicroBee[en]
  - Jupiter ACE
  - Багато комп'ютерів[en] і терміналів на CP/M
  - Commodore 128 (як вторинний процесор)
  - Деякі комп'ютери мали розширення з Z80 для CP/M: Apple II, BBC Micro, тощо.
- Ігрові приставки:
  - ColecoVision
  - Sega SG-1000
  - Sega Master System
  - Sega Megadrive (як допоміжний)
  - Neo Geo (як допоміжний)
- Портативні ігрові консолі:
  - Game Boy
  - Game Gear
  - Sega Nomad
  - Game Boy Color
  - Game Boy Advance (як допоміжний)
- Ігрові автомати, як центральний або звуковий процесор
- Жорсткі диски
- Модеми
- Калькулятори Texas Instruments серій: TI-73[en], TI-81[en], TI-82[en], TI-83[en], TI-84[en], TI-85[en], TI-86[en]
- Принтери, наприклад Robotron CM6329M
- Факси
- Копіювальні апарати
- Алкотестери
- Термінали для кредитних карток
- Телефони з АВН, що продавалися в Росії в 1990-х
- Промислові роботи
- Електронне музичне обладнання
- Різноманітні прилади, в тому числі військового призначення